# انسحاب إسرائيل من لبنان 2000
في حزيران/يونيو 1982، وفي أعقاب محاولة اغتيال السفير الإسرائيلي في لندن شلومو أرجوف، أطلقت إسرائيل عملية "سلامة الجليل"، وتوغلت في العمق اللبناني حتى مشارف بيروت الغربية، بهدف إخراج قوات منظمة التحرير الفلسطينية من لبنان وإ. لاحقًا، انسحبت تدريجيًا من أغلب المناطق، وأبقت على تواجدها في الجنوب بالتنسيق مع جيش لبنان الجنوبي، حتى أعلنت في أيار/مايو 2000، خلال حكومة إيهود باراك، انسحابًا أحاديًا وكاملًا من جنوب لبنان، دون اتفاق ثنائي مع الحكومة اللبنانية.
نُفذ الانسحاب استنادًا إلى القرار 425 الصادر عن مجلس الأمن عام 1978، واعتبرت الأمم المتحدة لاحقًا أن إسرائيل التزمت بالانسحاب حتى الخط الأزرق، وهو الخط الذي رسمته المنظمة كمرجع مؤقت للحدود. ومع ذلك، بقيت منطقة مزارع شبعا محل نزاع، وهي قضية لا تزال عالقة ضمن ملفات النزاع الحدودي.

## خلفية تاريخية
اجتاحت إسرائيل جنوب لبنان للمرة الأولى في آذار/مارس عام 1978 في إطار عملية الليطاني، وذلك ردًا على عمليات إرهابية فلسطينية استهدفت مدنيين داخل إسرائيل، أبرزها عملية الساحل. انسحبت إسرائيل بعد أسابيع قليلة، تحت ضغط دولي، وتم نشر قوات اليونيفيل في الجنوب، لكنها حافظت على نفوذها من خلال دعم ميليشيا محلية موالية لها بقيادة الرائد سعد حداد، والتي تحولت لاحقًا إلى جيش لبنان الجنوبي بقيادة أنطوان لحد.
في حزيران/يونيو 1982، شنت إسرائيل اجتياحًا واسع النطاق للبنان ضمن عملية "سلامة الجليل"، ردًا على محاولة اغتيال سفيرها في لندن. وصلت القوات الإسرائيلية إلى مشارف بيروت الغربية بعد حصار عنيف، وفرضت واقعًا جديدًا على الأرض. ومع تزايد الضغوط الدولية وتصاعد المقاومة اللبنانية، بدأت إسرائيل بسحب قواتها تدريجيًا، وفي عام 1985 تمركزت في "الشريط الحدودي" جنوب لبنان، بالتعاون مع جيش لبنان الجنوبي، واستمرت في احتلال هذه المنطقة حتى عام 2000.

## تفاصيل الحدث
كانت قد قامت إسرائيل عام 1978 باجتياح لبنان، لأهداف أمنية خاصة بها، وجعلت ذلك على عدة مراحل. ففي المرحلة الأولى من هذا الاجتياح كانت إسرائيل تحتل منطقة امتدت من الحدود الإسرائيلية اللبنانية إلى حدود طرابلس في الشمال اللبناني بما في ذلك الجبال اللبنانية و بيروت العاصمة، لكنها اضطرت للانسحاب من معظم هذه الأراضي تحت ضغط هجمات المقاومة اللبنانية الناجحة. ونتيجة لذلك اقتصر احتلال إسرائيل على قرى الجنوب اللبناني وغرب البقاع التي تم تحريرها في 25 مايو عام 2000، بعد انسحاب الجيش الإسرائيلي منها مخلفا مليشيا جيش لبنان الجنوبي المتعاونة معه بقيادة أنطوان لحد تواجه مصيرها بنفسها. وكان ذلك باستثناء مزارع شبعا، وهي منطقة تصل مساحتها إلى ما يقارب 250 كم.

## أسباب الانسحاب
كان للمقاومة الوطنية والإسلامية وعلى رأسها حزب الله في لبنان دورا كبيرا في استنزاف قوات الاحتلال وجعل بقاءه في لبنان عبئا عسكريا واقتصاديا وأخلاقيا، وتهيأت لها ظروف معقولة تساعدها على الاستمرار والقوة، دعم لوجستي وسياسي وإعلامي من الدولة اللبنانية، وتأييد سوري و إيراني، وتمويل شعبي ورسمي، وشعبية كبيرة بين اللبنانيين و العرب، .
لم تقع المقاومة اللبنانية في التعصب أو الفساد والغرور والاعتداء على الناس والمؤسسات الرسمية والشعبية، كما أظهرت المقاومة مسؤولية وانضباطية عالية بحيث عومل سكان المناطق الجنوبية باحترام وإنسانية بخلاف ما كان متوقع مما اكسبها احترام اللبنانيين وبخاصة المسيحيين. ولم تحاول استغلال شعبيتها في مكاسب تتجاوز الخدمة المباشرة للمقاومة. ويمكن اعتبارها حالة نموذجية في تاريخ المقاومة الشعبية.

## الأراضي المحررة
ويبلغ عدد القرى المحررة التي كانت واقعة تحت الاحتلال الإسرائيلي المباشر 125 قرية، بالإضافة إلى 33 قرية أخرى كانت تحتلها المليشيات العميلة لإسرائيل أو ما كان يسمى بجيش لبنان الجنوبي.
تتبع القرى المحررة إداريا سبعة أقضية هي: صور، بنت جبيل، مرجعيون، حاصبيا، البقاع الغربي، النبطية، جزين.

## ردود فعل ما بعد الانسحاب
اعتبر لبنان والعرب الانسحاب نصرا كبيرا فقد حُررت أرض محتلة، وأعاد الانسحاب الاعتبار للمقاومة في الوقت الذي فشلت التسوية السياسية في تحقيق شيء يذكر، وتأكد دور العقيدة في حياة الشعوب وتحررها، وحققت الحركات الشعبية مكاسب سياسية ومعنوية وأكدت قدرتها على العمل والتعاون برغم الاختلاف المذهبي و العقائدي و السياسي وهي تجربة كبيرة للعمل الشعبي والأهلي العربي. ويشجع هذا الانسحاب المسئولين والسياسيين العرب على مزيد من الجرأة والتحرر وجعل الهيمنة الإسرائيلية و الأمريكية أمرا يمكن مواجهته. وكان الانسحاب الإسرائيلي المتعجل والتخلي عن الميليشيات المتعاونة ذا تأثير كبير سواء على العرب أو الإسرائيليين.